# Seemühle (Diebach)
Seemühle ist ein Gemeindeteil der Gemeinde Diebach im Landkreis Ansbach (Mittelfranken, Bayern). Seemühle liegt in der Gemarkung Oestheim.

## Geografie
Die Einöde liegt am Östheimer Mühlbach, einem rechten Zufluss der Tauber. 0,5 km östlich erhebt sich der Mühlberg (437 m ü. NHN). Eine Gemeindeverbindungsstraße führt nach Unteroestheim (0,8 km südöstlich) bzw. nach Diebach zur Staatsstraße 2247 (1,5 km nördlich).

## Geschichte
1802 unterstand die Mühle der Reichsstadt Rothenburg.
Mit dem Gemeindeedikt (frühes 19. Jahrhundert) wurde Seemühle dem Steuerdistrikt Gailnau und der Ruralgemeinde Oestheim zugeordnet. Im Zuge der Gebietsreform in Bayern wurde Seemühle am 1. Mai 1978 nach Rothenburg eingemeindet.

### Baudenkmal
- ehemalige Mühle, ausgeführt als eingeschossiger Krüppelwalmdachbau mit verputztem Fachwerk aus dem 18. Jahrhundert; daneben eine Fachwerkscheune mit Krüppelwalm, ebenfalls aus dem 18. Jahrhundert[7]

### Einwohnerentwicklung
| Jahr      | 001818 | 001840 | 001861 | 001871 | 001885 | 001900 | 001925 | 001950 | 001961 | 001970 | 001987 |
| Einwohner | 8      | 13     | 10     | 9      | 7      | *      | *      | *      | *      | *      | 6      |
| Häuser    | 1      | 2      |        |        | 2      | *      | *      | *      | *      |        | 1      |
| Quelle    | [ 9 ]  | [ 10 ] | [ 11 ] | [ 12 ] | [ 13 ] | [ 14 ] | [ 15 ] | [ 16 ] | [ 17 ] | [ 18 ] | [ 1 ]  |

## Religion
Der Ort ist seit der Reformation evangelisch-lutherisch geprägt und bis heute nach St. Veit (Oberoestheim) gepfarrt. Die Einwohner römisch-katholischer Konfession sind nach St. Laurentius (Bellershausen) gepfarrt.